# Џин Кели
Џин Кели (енгл. Gene Kelly; Питсбург, 23. август 1912 — Беверли Хилс, 2. фебруар 1996) је био амерички глумац, плесач, певач, кореограф, режисер и продуцент, и једна од највећих звезда мјузикла од 1940их до 1960их година. Добитник је Почасног Оскара за изузетан допринос филмској уметности и Награде за животно дело Америчког филмског института, који га је прогласио за једног од највећих глумаца 20. века. Његов најпознатији филм је мјузикл Певајмо на киши из 1952. године.
Кели је дебитовао са Џуди Гарланд у филму За мене и моју девојку (1942), са којом се такође појавио у The Pirate (1948) и Summer Stock (1950). Појавио се и у драмама Црна рука (1950) и Наследи ветар (1960), за које је добио похвале критике.
Наставио је као режисер током 1960-их, са својим заслугама укључујући Водич за ожењеног мушкарца (1967) и Здраво, Доли! (1969), који је добио номинацију за Оскара за најбољи филм.. Био је ководитељ и појавио се у Ziegfeld Follies (1946), That's Entertainment! (1974), That's Entertainment, Part II (1976), That's Dancing! (1985), и That's Entertainment, Part III (1994).

## Биографија

### Детињство и приватан живот
Кели је рођен у кварту Ист Либерти у Питсбургу. Он је био трећи син Џејмса Патрика Џозефа Келија, продавца фонографа, и његове супруге Харијет Катрин Каран. Његов отац је рођен у Питербору, Онтарио, Канада, у ирско-канадској породици. Његов деда по мајци је био имигрант из Дерија, Ирска, а његова бака по мајци је била немачког порекла.. Када је имао осам година, Келијева мајка је њега и његовог брата Џејмса уписала на часове плеса. Како се Кели сећао, обојица су се побунили: „Није нам се много допало и стално смо били умешани у туче са дечацима из комшилука који су нас називали шоњама ... Нисам поново плесао до своје 15. године.“ У једном тренутку. Својевремено, његов сан из детињства био је да игра шортстоп за клуб из родног града Питсбуршке пирате.
У време када је одлучио да игра, био је успешан спортиста и способан да се брани. Похађао је основну школу Ст. Рафаел у насељу Морнингсајд у Питсбургу и матурирао у средњој школи Пибоди са 16 година. Уписао је Државни колеџ Пенсилваније на смеру новинарства, али је након краша берзе 1929. напустио школу и нашао посао у како би финансијски помогао својој породици. Креирао је плесне рутине са својим млађим братом Фредом како би зарадио новац на локалним такмичењима талената. Наступали су и у локалним ноћним клубовима.
Године 1931, Кели се уписао на Универзитет у Питсбургу да студира економију, придруживши се братству Тета Капа Фај (касније познатом као Фај Капа Тета након спајања са Фај Капа). Постао је укључен у универзитетски клуб Капа и одора, који је постављао оригиналне музичке продукције. Након што је дипломирао 1933. године, наставио је да буде активан у клубу Капа и одора, служећи као директор од 1934. до 1938. Кели је примљен на Правни факултет Универзитета у Питсбургу.
Његова породица је отворила плесни студио у насељу Скворел Хил у Питсбургу. Године 1932, преименовали су га у Џин Келијев студио плеса и отворили другу локацију у Џонстаун, Пенсилванија, 1933. Кели је радио као наставник у студију током својих студентских година у Питу. Године 1931, обратила му је синагога Бет Шалом у Питсбургу да предаје плес и да организује годишњи Кермес. Овај подухват се показао успешним, Кели је задржан седам година до његовог одласка у Њујорк.
Кели је на крају одлучио да настави каријеру као наставник плеса и забављач са пуним радним временом, те је напустио правни факултет након два месеца. Појачао је фокус на извођењу и касније је рекао: „Временом сам постао разочаран предавањем јер је однос девојчица и дечака био више од десет према један, а када би девојчице достигле 16 година, стопа напуштања је била веома висока.“ Године 1937, након што је успешно управљао и развио породични посао са школама плеса, коначно се преселио у Њујорк у потрази за послом као кореограф. Кели се вратио у Питсбург, у своју породичну кућу у улици Кенсингтон 7514, до 1940. године, и радио као позоришни глумац.

## Каријера

### Сценска каријера
Након бескорисне потраге за послом у Њујорку, Кели се вратио у Питсбург на своју прву позицију кореографа са музичком ревијом Чарлса Гејнора Hold Your Hats у Питсбург плејхаусу у априлу 1938. Кели се појавио у шест скечева, од којих је један, La cumparsita, постао основа проширеног Шпанског броја у филму Anchors Aweigh осам година касније.
Његов први задатак на Бродвеју, у новембру 1938, био је као играч у филму Кола Портера Остави то мени! — као секретар америчког амбасадора која подржава Мери Мартин док она пева „My Heart Belongs to Daddy“. Ангажовао га је Роберт Алтон, који је приредио представу у Питсбург плејхаусу где је био импресиониран Келијевим умећем подучавања. Када је Алтон прешао на кореографију мјузикла One for the Money, ангажовао је Келија да глуми, пева и игра у осам рутина. Године 1939, изабран је за музичку ревију One for the Money, коју је продуковала глумица Катарина Корнел, која је била позната по проналажењу и ангажовању талентованих младих глумаца.
Келијев први велики напредак био је у филму „Време вашег живота“, који је освојио Пулицерову награду, који је отворен 25. октобра 1939 — у којем је, по први пут на Бродвеју, плесао уз сопствену кореографију. Исте године добија свој први задатак као бродвејски кореограф за Дијамантску потковицу Билија Роуза. Почео је романтичну везу са чланом глумачке екипе, Бетси Блер, а венчали су се 16. октобра 1941. године.
Године 1940. добио је главну улогу у Роџерсовом и Хартовом Пал Џоију, поново у кореографији Роберта Алтона. Ова улога га је довела до славе. Током његовог приказивања, он је рекао новинарима: „Не верујем у усклађеност са било којом школом плеса. Ја стварам оно што захтевају драма и музика. Док сам сто посто за балетску технику, користим само оно чему могу да прилагодим моју сопствену употребу. Никада нисам дозволио да техника стане на пут расположењу или континуитету.” Његове колеге су у то време приметиле његову велику посвећеност пробама и напорном раду. Ван Џонсон — који се такође појавио у Пал Џоију — присећао се: „Гледао сам га како вежба, и чинило ми се да нема места за напредак. Ипак, није био задовољан. Била је поноћ и вежбали смо од 8 ујутру. Спуштао сам се поспано низ дугачке степенице када сам чуо стакато кораке како долазе са бине... Видео сам само једну лампу како гори. Испод ње је фигура плесала ... Џин."
Понуде из Холивуда су почеле да стижу, али Кели није журио да напусти Њујорк. На крају је потписао уговор са Дејвидом О. Селзником, пристао је да оде у Холивуд на крају своје ассоцијације са Пал Џоијем, у октобру 1941. Пре његовог уговора, успео је да се уклопи у кореографију сценске продукције Best Foot Forward.